# AT-4
AT-4 – szwedzki granatnik przeciwpancerny skonstruowany i produkowany w zakładach Förenade fabriksverken (FFV) (obecnie część koncernu Saab Bofors Dynamics).
Na początku lat 80. w Szwecji rozpoczęto prace nad nowym jednorazowym granatnikiem, następcą Pskott m/68. W połowie lat 80. gotowa była seria prototypowa granatników oznaczonych jako AT-4. Wśród potencjalnych nabywców znalazły się także Siły Zbrojne Stanów Zjednoczonych, które po anulowaniu programu granatnika Viper rozpoczęły poszukiwania następcy przestarzałego granatnika M72 LAW poza granicami USA. Poszukiwania zakończyły się testami, podczas których AT-4 konkurował z niemieckim granatnikiem Armbrust. Po testach dowództwo amerykańskie postanowiło przyjąć do uzbrojenia AT-4 pod oznaczeniem M136 AT-4. Przed rozpoczęciem zakupów seryjnych granatników zażądano jednak wprowadzania zmian. Zmodyfikowany, wyposażony w nowe przyrządy celownicze AT-4 został przyjęty do uzbrojenia amerykańskich sił zbrojnych pod oznaczeniem M136 AT-4. Zmodyfikowana wersja została także przyjęta do uzbrojenia armii szwedzkiej pod oznaczeniem Pansarskott m/86 (Pskott m/86). W następnych latach AT-4 trafił do uzbrojenia kilkunastu armii świata. Niewielką liczbą tych granatników otrzymaną w ramach amerykańskiego programu FMS dysponuje także Wojsko Polskie (polska desygnata – ręczny granatnik przeciwpancerny AT-4).

## Dane taktyczno-techniczne
- Kaliber: 84 mm
- Masa: 6,7 kg
- Masa pocisku: 1,8 kg
- Długość: 1020 mm
- Prędkość początkowa pocisku: 290 m/s
- Donośność: 300 m
- Przebijalność: 400 mm